# Èider d'ulleres
L'èider d'ulleres (Somateria fischeri) és una espècie d'ocell de la família dels anàtids (Anatidae) que habita llacs i estanys de la tundra de la costa àrtica del nord de Sibèria oriental i a través de la Península de Txukotka fins al nord d'Alaska.